# Nieuwe Pekela

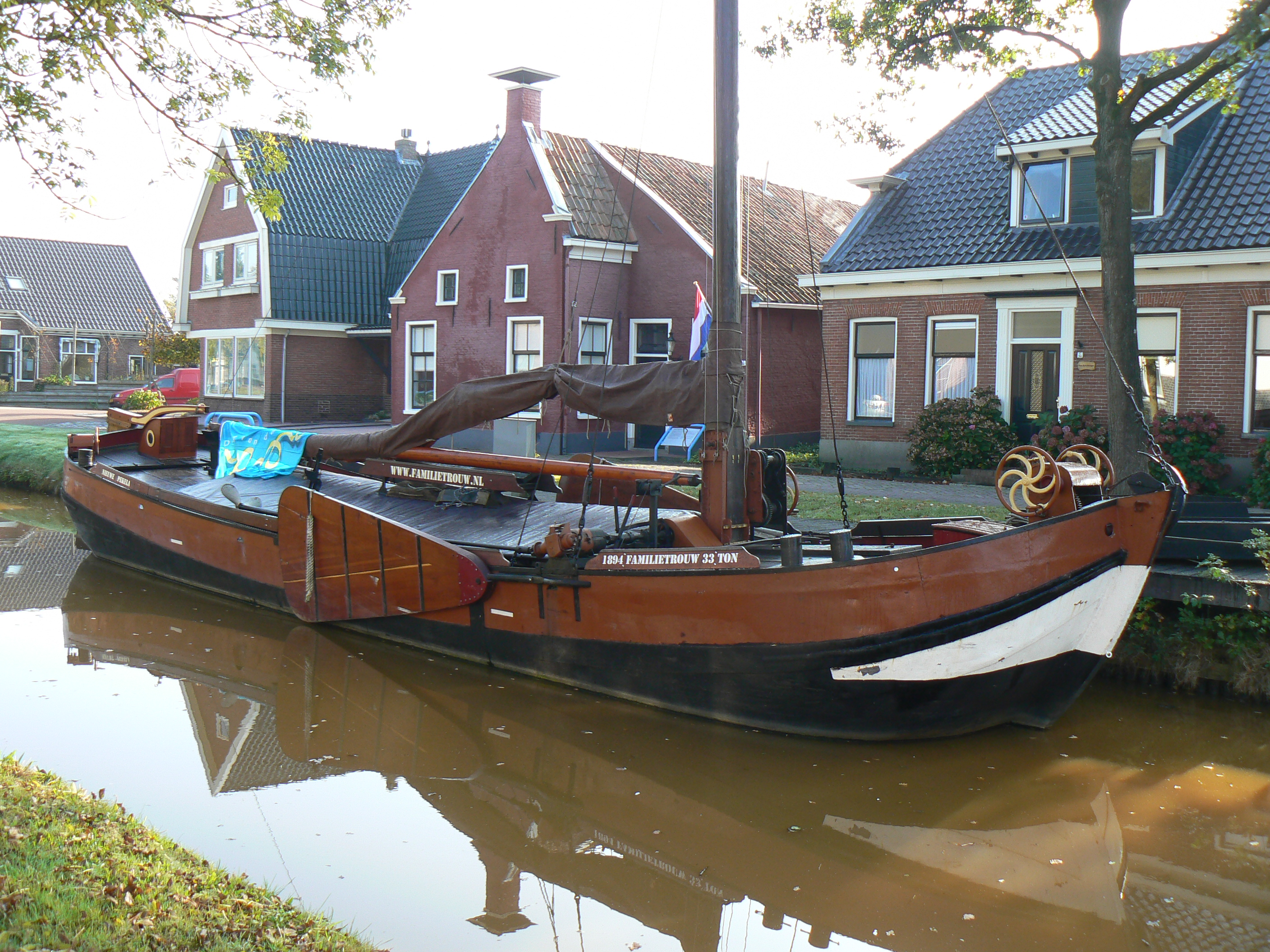
Casa-museo lungo il fiume a Nieuwe Pekela

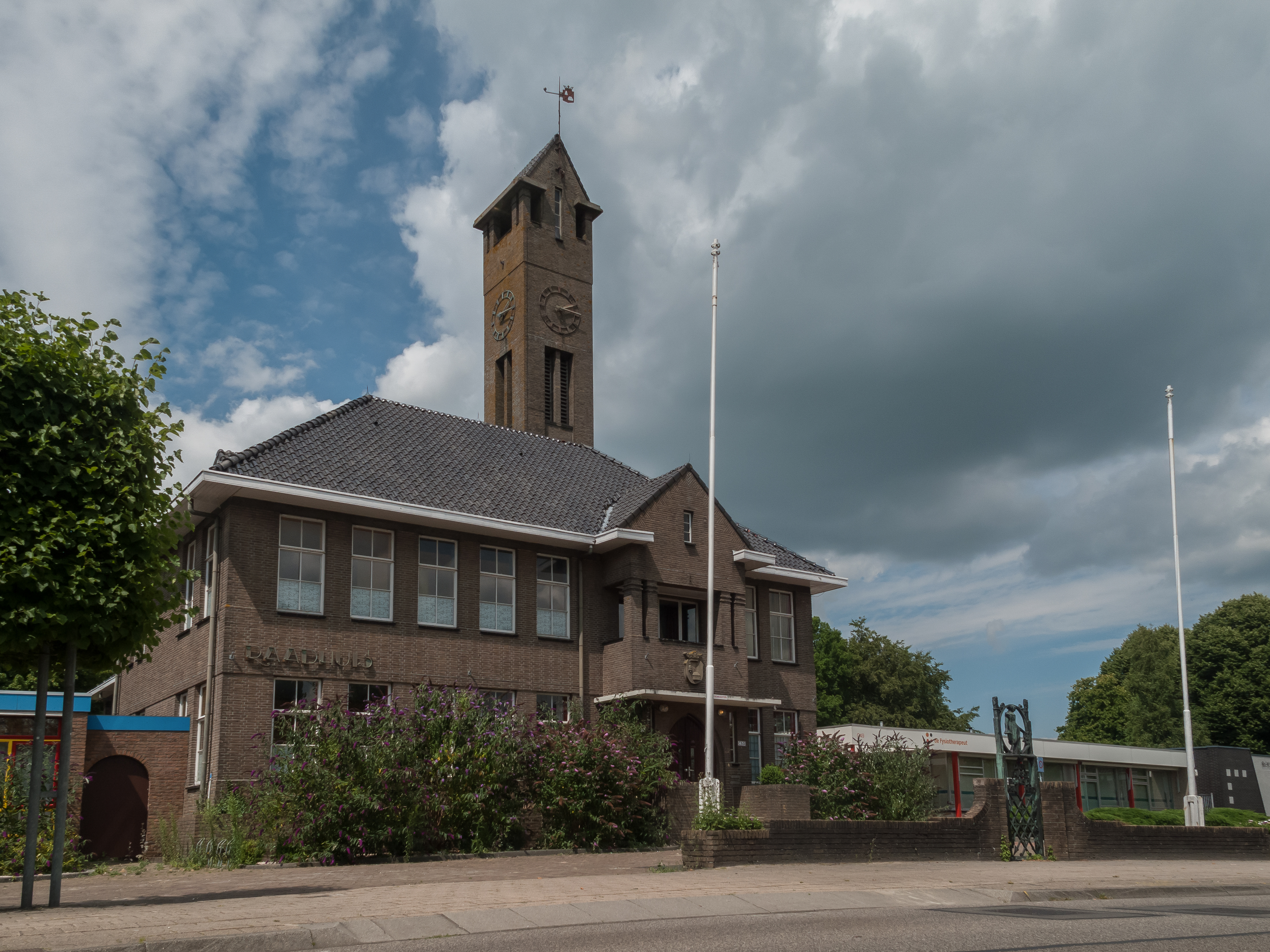
L'ex-municipio di Nieuwe Pekela

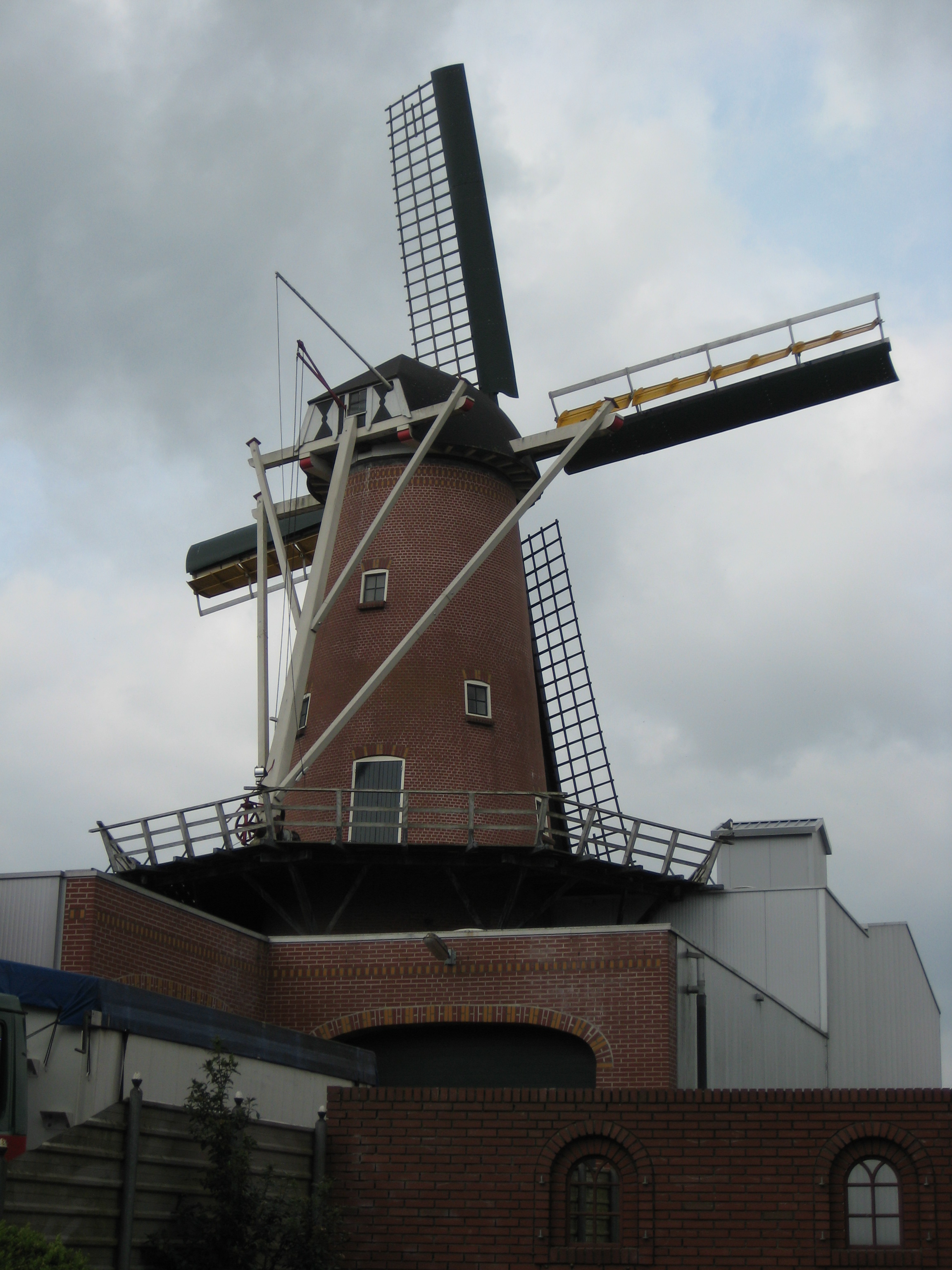
Nieuwe Pekela: il mulino "De Zwaluw"

Nieuwe Pekela è una località di circa 4 500 abitanti del nord-est dei Paesi Bassi, facente parte della provincia di Groninga (Groningen) e situata nella regione di Veenkoloniën.  Dal punto di vista amministrativo, si tratta di ex-comune, dal 1990 inglobato nella nuova municipalità di Pekela.

## Geografia fisica
Nieuwe Pekela si trova nella parte sud-orientale della provincia di Groninga, a est di Veendam e a sud/sud-ovest di Winschoten, a pochi chilometri a sud/sud-ovest di Oude Pekela.
Il territorio di Nieuwe Pekela si estende in un'area di 30,80 km², di cui 0,96 km² sono costituiti da acqua.

## Origini del nome
Il nome del villaggio è derivato da quello di un fiume, il Pekel A, che un tempo sfociava nell'Eems, a cui è stato aggiunto il termine nieuw ("nuovo"), per distinguerlo dal vicino villaggio di Oude Pekela.

## Storia

### Dalle origini ai giorni nostri
La località sorse nel XVII secolo, poco dopo quello della vicina Oude Pekela, assieme al quale inizialmente andò a formare un unico villaggio, in seguito all'escavazione delle torbiere. Il territorio era stato acquisito nel 1599 da Feiko Ales Clock e da altre persone di origine frisone da proprietari terrieri di Winschoten.
Nel 1635 il territorio di Nieuwe Pekela fu assorbito da quello della città di Groninga. In seguito, nel 1707, dopo la scissione dei villaggi di Oude Pekela e Nieuwe Pekela, quest'ultimo divenne una parrocchia indipendente e fu realizzata una chiesa in loco.
Nel corso del XVIII secolo, si sviluppò in loco l'industria della fecola.

### Simboli
Nello stemma di Nieuwe Pekela, per metà di colore rosso e per metà di colore bianco, sono raffigurati una campana da un lato e una chiesa dall'altro.
La campana simboleggia il cognome del fondatore di Nieuwe Pekela Feiko Ales Clock, mentre la chiesa si rifà allo stemma della parrocchia di Nieuwe Pekela, attestato nel 1764.

## Monumenti e luoghi d'interesse
Nieuwe Pekela vanta 20 edifici classificati come rijksmonumenten.

### Architetture religiose

#### Chiesa luterano-evangelica
Il più antico edificio religioso di Nieuwe Pekela è la chiesa luterana-evangelica, situata lungo la Abraham Westersstraat e realizzata nel 1753 su progetto dell'architetto A.K. Kleve.
All'interno della chiesa, si trova un organo realizzato nel 1868 da P. van Oeckelen.

### Architetture civili

#### Mulino "De Zwaluw"
Altro edificio d'interesse è il mulino "De Zwaluw", un mulino a vento situato lungo la Molenstraat e risalente al 1891.

#### Municipio
Altro edificio d'interesse è l'ex-municipio, realizzato nel 1938 su progetto dell'architetto Tuinhof.

## Società

### Evoluzione demografica
Al censimento del 2021, Nieuwe Pekela contava una popolazione pari a 4 576 abitanti.
La popolazione al di sotto dei 16 anni era pari a 712 unità, mentre la popolazione dai 65 anni in su era pari a 1 034 unità. Circa il 3% della popolazione è originario del Suriname, mentre l'1,5% ca. è di origine turca.
La località ha conosciuto un lieve incremento demografico rispetto al 2020, quando contava 4 542 abitanti. In precedenza, si è assistito a un progressivo decremento demografico tra il 2013 e il 2017, quando la popolazione è passata da 4 677  a 4 572 abitanti.

## Geografia antropica
Buurtschappen
- Kruiselwerk